# Stig Tiedemann

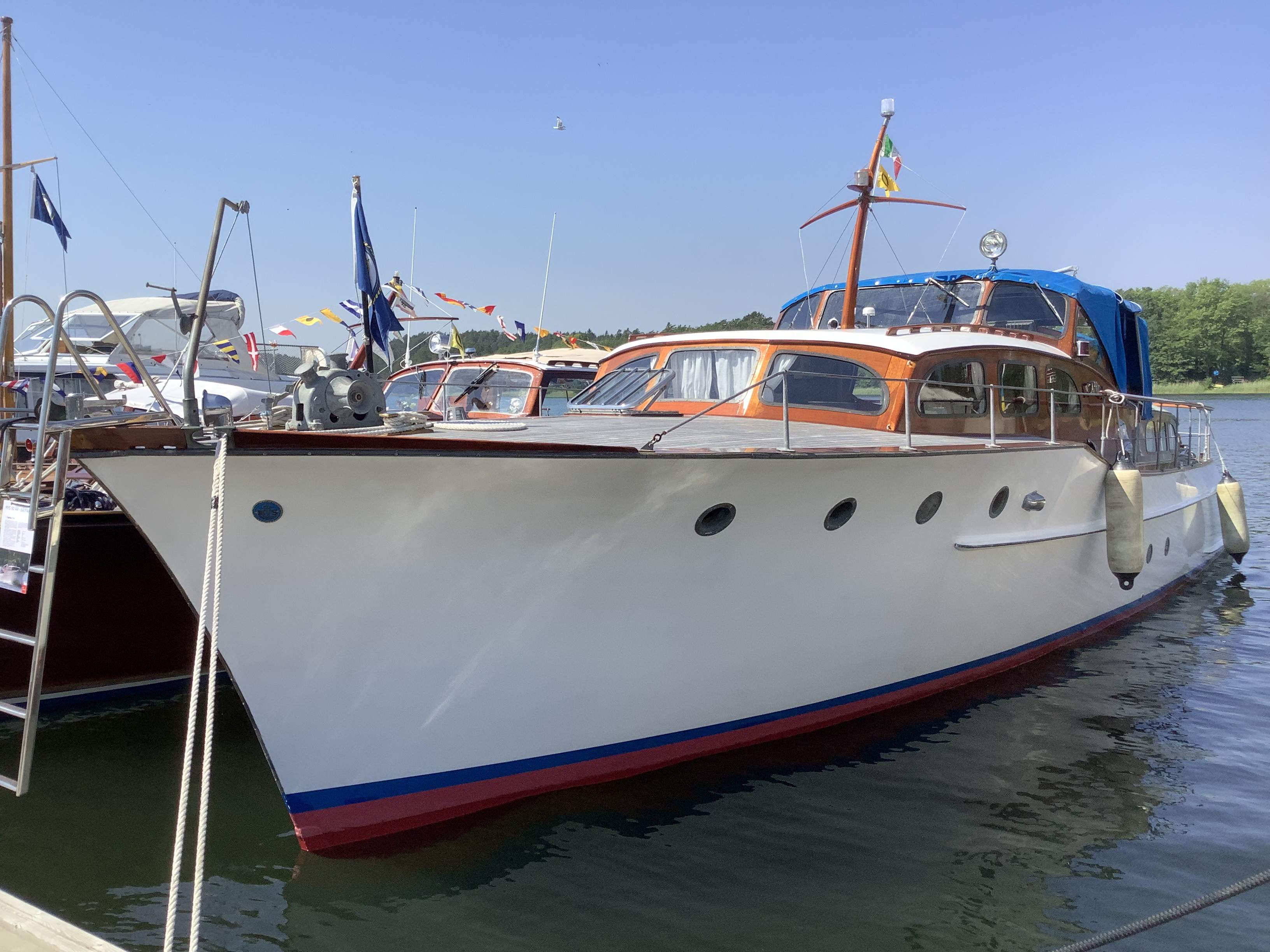
M/Y Caprice, tidigare M/Y Caskad, i Gustavsbergs hamn.

Stig Vilhelm Tiedemann, född 17 april 1912 i Maria Magdalena församling, Stockholm, död 4 juli 1998 i Saltsjöbadens församling i Stockholms län, var en svensk segel- och motorbåtskonstruktör. 
Han arbetade som båtkonstruktör hos Jac Iversen, Knud H Reimers,  Uffa Fox i Storbritannien samt under en period på Marinförvaltningen. Stig Tiedemann ritade ett antal segelbåtar. Han kom dock senare under 1940- och 1950-talen att främst rita stora motorbåtar och blev känd för sina så kallade "Tiedemannkryssare".

## Ritade båtar i urval
- 1948 Den 13,6 meter långa k-märkta motorbåten M/Y Caprice, tidigare M/Y Caskad, en av tre systerbåtar, byggd på Rosättra Båtvarv i Norrtälje[2]
- 1949 Minette, k-märkt segelbåt, byggd på Bröderna Hultmans varv i Arvika
- 1956 Den 9,7 meter långa k-märkta M/Y Soraya, byggd på Johannes Olssons varv i Kungsviken på Orust[3]
- 1959 M/Y Escape, k-märkt, byggd på Karlsro varv i Roslagen.
- 1963 M/Y Mariona II, k-märkt, byggd på Henry Linussons båtbyggeri/Östhammars varv.
- M/Y Marimba var k-märkt i Sverige 2013–2015, men såldes 2015 till Finland. Där har hon åter igen blivit k-märkt enligt Finlands system för detta.[4]

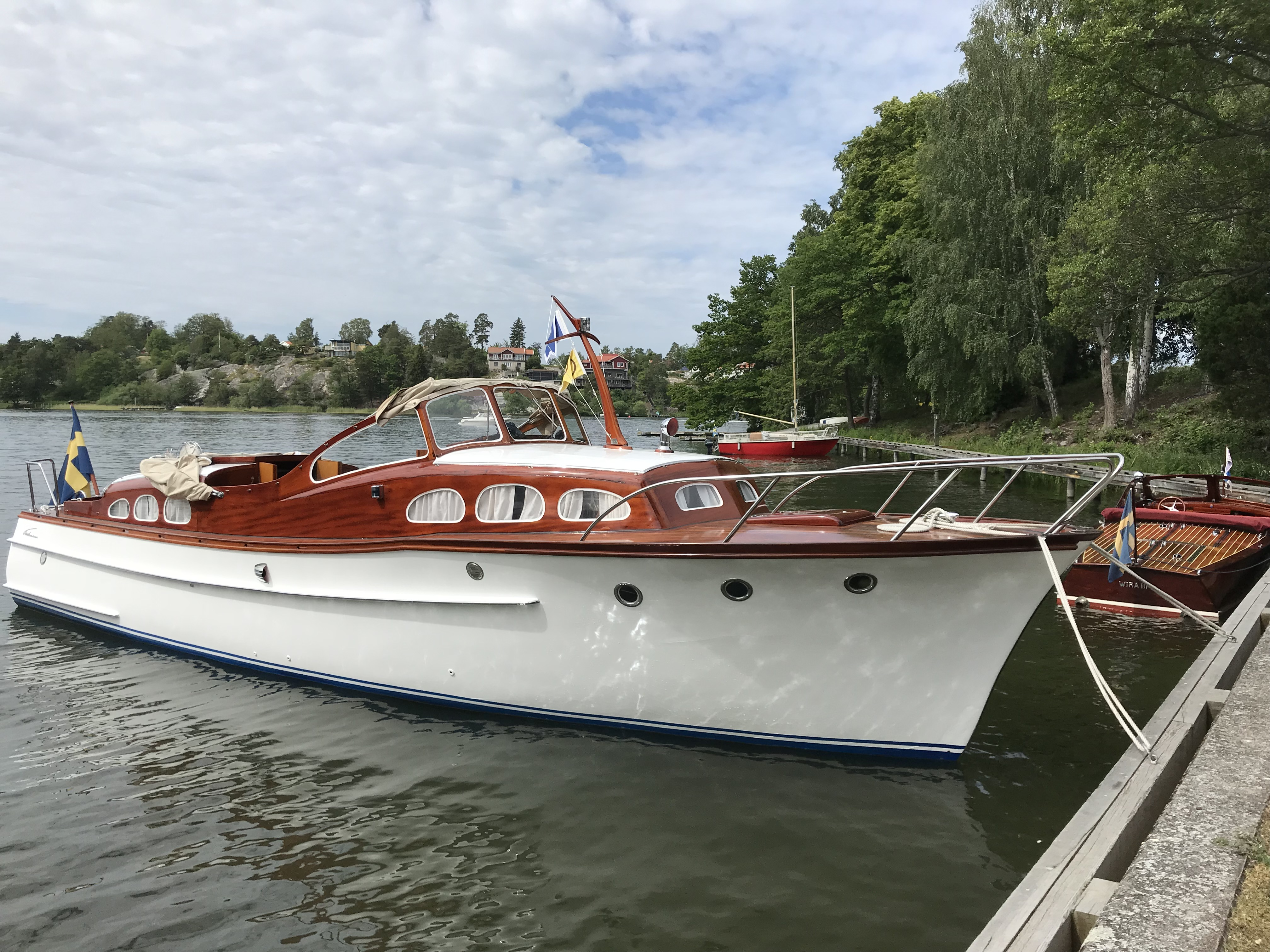
M/Y Alona vid Göta Segelsällskaps klubbholme Jungfruholmarna, 2019.
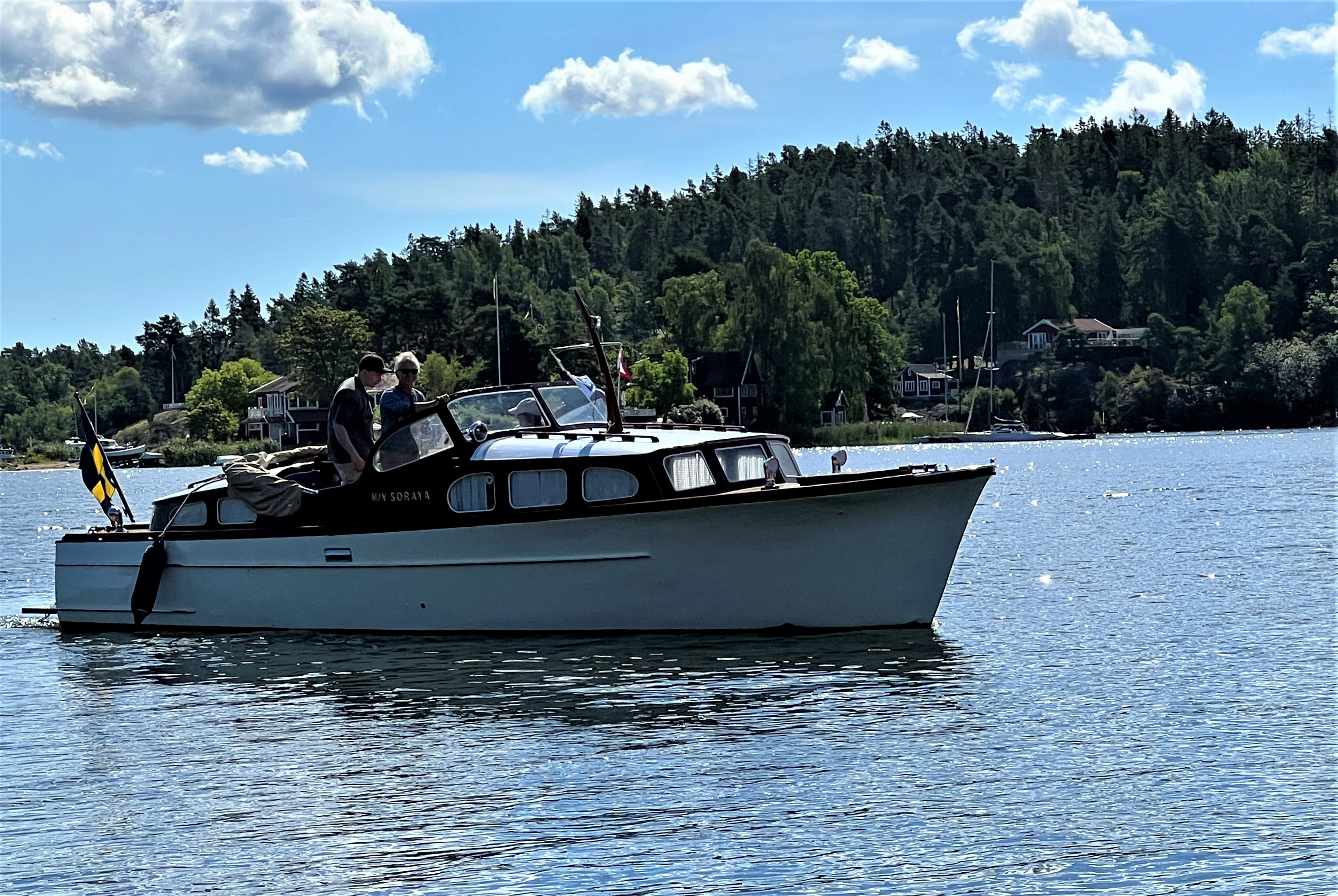
M/Y Soraya vid Stora Ekholmen utanför Vaxholm, 2022.
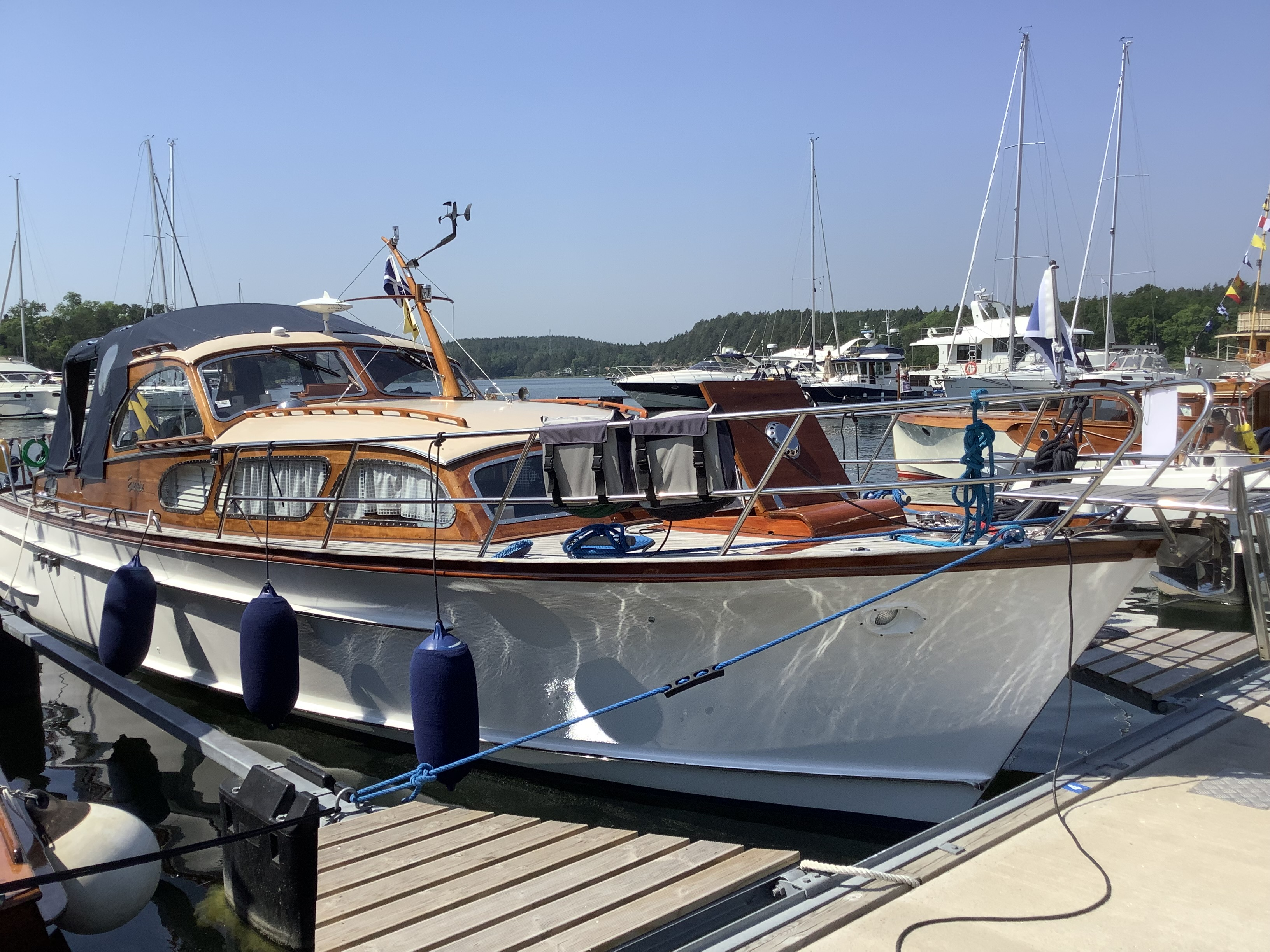
M/Y Escape i Gustavsbergs hamn, 2021.
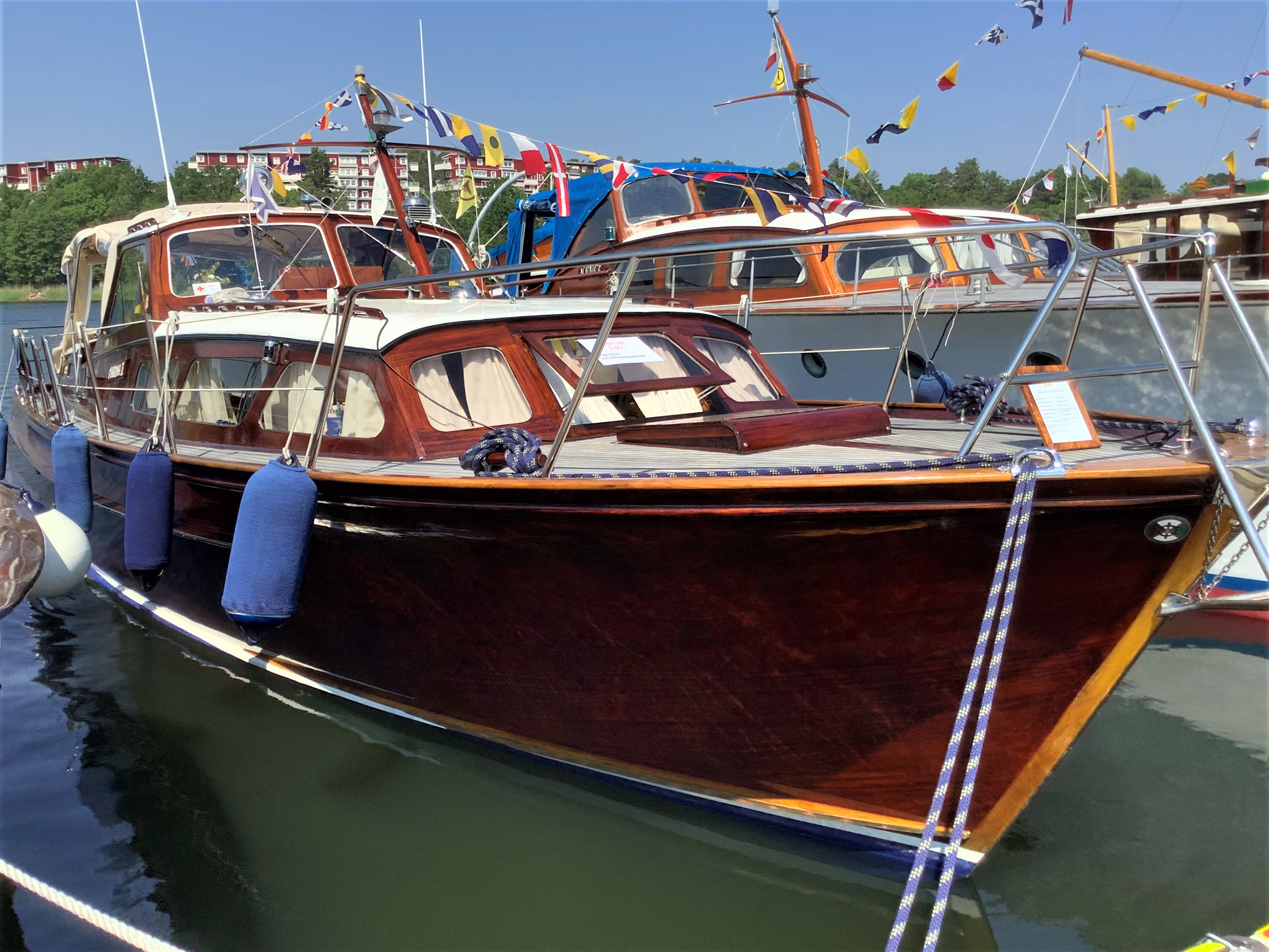
M/Y Mariona II i Gustavsbergs hamn, 2021.